# Asyryjskie hieroglify
Asyryjskie hieroglify – nazwa stosowana przez asyrologów na określenie grupy symboli widniejących na pewnych zabytkach z czasów panowania asyryjskich królów Sargona II (721-705 p.n.e.) i Asarhaddona (680-669 p.n.e.). Początkowo symbole te, przedstawiające postacie ludzkie, zwierzęta, rośliny i przedmioty, uznano za dekoracje lub symbole bóstw, ale z czasem naukowcy doszli do wniosku, że ich dobór nie mógł być dziełem przypadku i że stanowić one mogły nieznaną, wymyślną formę pisma. „Asyryjskie hieroglify” uznane zostały za rodzaj kryptograficznych inskrypcji królewskich, które najprawdopodobniej wymieniać miały imię króla i jego tytulaturę. Inspiracją dla symboli mogły być egipskie hieroglify, z którymi Asyryjczycy musieli się zetknąć podbijając w VIII w. p.n.e. wschodnie wybrzeża Morza Śródziemnego. Odmienny, piktograficzny charakter egipskiego pisma hieroglificznego skłonić mógł królów asyryjskich do podjęcia próby stworzenia własnego, asyryjskiego odpowiednika tego egzotycznego dla nich pisma. Jakkolwiek uczeni zgadzają się, iż językiem w którym zapisano „asyryjskie hieroglify” był najprawdopodobniej język akadyjski, to nie są już jednak zgodni co do tego, jak poszczególne symbole należy odczytywać. We współczesnych opracowaniach naukowych znaleźć można kilka różniących się od siebie interpretacji i tłumaczeń „asyryjskich hieroglifów”.

## „Hieroglify” Sargona II
W trakcie prac wykopaliskowych prowadzonych w mieście Dur-Szarrukin, które w czasach panowania Sargona II było stolicą państwa asyryjskiego, odnaleziono pozostałości kilku świątyń, których fasady ozdobione były panelami z glazurowanych cegieł. W każdym przypadku para takich paneli umieszczona była po obu stronach głównego wejścia do świątyni. Wszystkie panele ozdobione zostały charakterystycznym wzorem, składającym się z pięciu lub siedmiu symboli. Panele na zewnętrznych fasadach świątyń bogów Sina, Szamasza i Nabu zawierały siedem symboli, które wyobrażały kolejno króla, lwa, ptaka, byka, drzewo figowe, pług i kolejną ludzką postać. Z kolei na krótszych panelach z wewnętrznej fasady świątyni boga Nabu i zewnętrznej fasady świątyni bogini Ningal umieszczonych było tylko pięć symboli (król, lew, drzewo figowe, pług i postać ludzka). Symbole ptaka i byka zostały tu pominięte.
Badaczami, którzy jako pierwsi zajęli się symbolami widniejącymi na panelach ze świątyń z Dur-Szarrukin, byli Gordon Loud i Eckhard Unger. Według pierwszego z nich symbole te reprezentować miały imperium i płodność, natomiast według drugiego symbolizować miały różnych bogów. Inny badacz, Cyril Gadd, który najprawdopodobniej jako pierwszy zauważył podobieństwo symboli z paneli do tych z zabytków Asarhaddona, zasugerował, że symbole te reprezentować mogły imię króla. Teorię tę rozwinęli Irving L. Finkel i Julian E. Reade, którzy podjęli próbę odcyfrowania symboli z paneli. W ich opinii pierwszy symbol, przedstawiający króla, reprezentować miał samego Sargona II. Lew odpowiadać miał słowu „król” (LUGAL, šarru), jako że w tekstach mezopotamskich lew był symbolem siły i władzy królewskiej. Ptak reprezentować miał słowo „wielki”, na zasadzie gry słów: rabû („wielki”) i āribu („wrona. kruk”). Kolejny symbol, byk, również odpowiadać miał słowu „król” (LUGAL, šarru), jako że podobnie jak lew kojarzony był w Mezopotamii z męską siłą i władzą królewską. Symbol drzewa figowego oznaczać miał słowo „kraj”, jako że w języku sumeryjskim słowo MA oznaczać mogło zarówno „drzewo figowe” (tittu) jak i „kraj” (mātu). Pług reprezentować miał Asyrię, bądź to na zasadzie gry słów (Aššur - Asyria i šūrû - rodzaj narzędzia używanego w rolnictwie), bądź na zasadzie skojarzeń (pług jako symbol pól uprawnych charakterystycznych dla asyryjskiego krajobrazu). Ostatni symbol, przedstawiający postać ludzką trzymającą w rękach włócznię z ostrzem skierowanym w kierunku ziemi, oznaczać miał słowo „ziemia” (KI, erṣetu), które użyte tu zostało w formie determinatywu stawianego po nazwach krain i miast. Tym samym cała inskrypcja brzmiałaby: „Sargon, wielki król, król Asyrii (māt Aššurki)”. Z kolei krótsza inskrypcja, bez symboli ptaka i byka, brzmiałaby: „Sargon, król Asyrii”.
Inną interpretację symboli zaproponował Eckhart Frahm. Jego zdaniem obie postacie ludzkie (pierwszy i siódmy symbol) nie należały do właściwej inskrypcji, a przedstawiały po prostu króla i najprawdopodobniej następcę tronu. Pozostałe symbole odczytał on następująco: Šarru(lew jako symbol króla)-ukīn(ptak, którego kształt przypomina znak GI) šar(byk jako symbol króla) māt(drzewo figowe) Aššur(pług, którego kształt przypomina grupę znaków an.šar2 i aš-šur). Cała inskrypcja brzmiałaby więc według niego: „Sargon, król Asyrii” (Šarru-ukīn šar māt Aššur). Krótsza inskrypcja brzmiałaby natomiast „król Asyrii” (šar māt Aššur).

## „Hieroglify” Asarhaddona
Z czasów panowania Asarhaddona znane są cztery zabytki z umieszczonymi na nich „asyryjskimi hieroglifami”. Pierwszym z nich jest tzw. „Czarny kamień lorda Aberdeen” (ang. Lord Aberdeen's Black Stone), kamienny przedmiot o kształcie graniastosłupa, przechowywany obecnie w British Museum (nr inwent. BM 91027). Boki zabytku pokrywa inskrypcja klinowa opisująca prace budowlane Asarhaddona w Babilonie. Górę zabytku zajmuje natomiast osiem symboli pogrupowanych w dwa rejestry: górny i dolny. W górnym rejestrze (z lewa do prawa) przedstawione zostały następujące symbole: (1) tiara wielorożna na ołtarzu, (2) postać króla, (3) stylizowane drzewo i (4) byk, natomiast w dolnym rejestrze (też z lewa do prawa) odpowiednio (5) góra, (6) pług, (7) palma i (8) czworoboczny przedmiot. Wśród uczonych panuje zgoda, iż właśnie tak, z lewa do prawa, należy odczytywać przedstawione tu symbole.
Pozostałe trzy zabytki z „asyryjskimi hieroglifami” to gliniane cylindry z inskrypcjami Asarhaddona. Dwa z nich znajdują się w British Museum (cylindry BM 78223 i BM 78247, oba z inskrypcją opisującą prace budowlane Asarhaddona w Babilonie), a trzeci w Metropolitan Museum of Art (cylinder MMA 86.11.283 również z inskrypcją opisującą prace budowlane Asarhaddona w Babilonie). Symbole umieszczone zostały na jednym lub obu końcach każdego z cylindrów. Końce te mają kolisty kształt, a symbole zostały rozmieszczone wokół ich krawędzi. Symboli zawsze jest osiem i z jednym wyjątkiem są one identyczne z tymi z „Czarnego kamienia lorda Aberdeen”. Jedyna różnica jest taka, iż tutaj zamiast byka występuje lew. Symbole ułożone są w tej samej kolejności co na „Czarnym kamieniu lorda Aberdeen”, dzięki czemu wiadomo, iż należy je odczytywać w kierunku przeciwnym do ruchu wskazówek zegara.
Jednym z pierwszych, który próbował odczytać te symbole był Daniel D. Luckenbill, według którego odpowiadać one miały odpowiednio znakom klinowym (1)d (2) a (3) šur4 (4) ŠEŠ (5) SUM (6) na (7) ana (8) ku. Tym samym inskrypcja miała brzmieć (1-6) da-šur4-ŠEŠ.SUM-na (7-8) anāku, czyli „(1-6) Asarhaddon (7-8) to ja”.
Z innym tłumaczeniem wyszli Irving L. Finkel i Julian E. Reade. Pierwszy symbol, tiarę wielorożną na ołtarzu, uznali oni za odpowiednik znaku an/dingir („niebo/bóg”), jako że tiara wielorożna była w Mezopotamii symbolem najwyższych bóstw. W tym przypadku odczytywali oni ten symbol fonetycznie jako AN. Postać króla odpowiadać miała ich zdaniem znakowi LUGAL = šarru („król”), który w tym przypadku odczytywany miał być fonetycznie jako ŠAR. Tym samym dwa pierwsze symbole (AN.ŠAR) tworzyć miały pierwszy element imienia Asarhaddona - AN.ŠAR2 (= Aššur). Stylizowane drzewo uznali oni za odpowiednik znaku URI = urigallu („święty/boski emblemat”), który ich zdaniem mógł być też nazwą świętego drzewa (znanego z przedstawień na asyryjskich reliefach). Znak URI odczytywać też można było jako ŠEŠ = aḫu („brat”) i w tym przypadku symbol drzewa znaczyć miał właśnie aḫu. Czwarty symbol, byk, odnosić się miał do znaku SI = qarnu („róg”), co miało być grą słów, jako że w rzeczywistości chodzić miało o znak SI3 = nadānu („dawać”). Tym samym pierwsze cztery symbole tworzyć miały imię Aszur-aha-iddina (czyli Asarhaddon), znaczące dosłownie „Aszur dał braci”. Piąty symbol, góra, odpowiadać miał znakowi KUR = šadû („góra”), mogącemu też znaczyć KUR = ekallu („pałac”). W tym miejscu inskrypcji, po imieniu króla, spodziewane było jednak słowo „król” - obaj badacze uznali, iż w tym przypadku słowo „król” zapożyczone zostało z języka egipskiego, gdzie słowo faraon (per'aa), znaczyło dosłownie „wielki dom”. „Wielki dom” to po sumeryjsku E2.GAL, od którego wywodzi się akadyjskie ekallu („pałac”). W ten sposób piąty symbol odczytywać by należało jako „wielki dom” (= „król”). Kolejny symbol, pług, w oparciu o te same przesłanki co przy „asyryjskich hieroglifach” Sargona II, oznaczać miałby Asyrię lub „Górną Mezopotamię”. Palma odpowiadać miała z kolei Babilonii, czyli „Dolnej Mezopotamii”. Ostatni symbol, kwadrat z kołami w rogach, uznany został za odpowiednik znaku KI, determinatywu stawianego po nazwach krain i miast. Zgodnie z opinią obu badaczy inskrypcja ta miała być kalką z egipskiej tytulatury królewskiej, dlatego też tłumaczą ją oni w następujący sposób: (1-4) Aszur-aha-iddina, (5-8) „wielki dom” (tj. król) „Górnej” i „Dolnej” Mezopotamii (tj. Asyrii i Babilonii).
Pewne poprawki do powyższej interpretacji wprowadził Jo A. Scurlock, który zauważył, że obaj badacze nie wzięli pod uwagę glinianych cylindrów Asarhaddona, gdzie symbol byka zastąpiony został symbolem lwa. Tym samym odczyt symbolu byka jako nadānu („dawać”) stał się problematyczny, tym bardziej, iż zdaniem obu badaczy symbolowi byka w „hieroglifach” Sargona II odpowiadać miało słowo „król”. Jeżeli w „hieroglifach” Asarhaddona symbol byka i lwa oznaczał to samo słowo, tak jak było to w „hieroglifach” Sargona II, to słowem tym musiało być słowo „król”. Uznając czwarty symbol za słowo „król”, trzeba było założyć, iż pierwsze trzy symbole (tiara wielorożna na ołtarzu, postać króla i stylizowane drzewo) stanowić musiały imię króla. Tiara wielorożna była symbolem najwyższych bogów - Anu i Enlila, ale w późniejszym okresie również Aszura, więc bez problemów symbol ten odczytywać można jako Aššur. Drugi symbol, przedstawiający postać króla, oznaczać musiał słowo aḫu („brat”) – jeżeli założymy, że postać ta przedstawia zwykłego człowieka, a nie króla (nie nosi on królewskiej tiary), to symbolowi temu odpowiadać by mógł znak LU2 („człowiek”), który swoim kształtem bardzo przypomina znak ŠEŠ („brat”). Symbol stylizowanego drzewa oznaczać więc musiał słowo nadānu („dawać”) – odpowiednikiem tego symbolu mógł być znak SUM (nadānu), który we wczesnej, piktograficznej formie przedstawiano w formie dwóch rosnących obok siebie roślin. Piąty symbol, góra, oznaczałby determinatyw KUR, stawiany przed nazwami krain, szósty i siódmy symbol oznaczałyby odpowiednio Asyrię i Babilonię, a ostatni symbol determinatyw KI. Tym samym poprawiony odczyt inskrypcji wyglądałby następująco: (1) Aššur (2) ŠEŠ (3) SUM (4) „król” (5) KUR (6) „Asyria” (7) „Babilonia” (8) KI, czyli (1-3) „Aszur-aha-iddina, (4-8) król Asyrii i Babilonii”.